# 芒特拉若利站
芒特拉若利站是法国的一个铁路车站，位于法国伊夫林省城市芒特拉若利。该站属于法兰西岛大区第五收费区（Zone 5）

## 位置
芒特拉若利站位于芒特拉若利市区的南部。车站大致呈东南-西北走向，正门开口朝东北，西南侧亦可出入并有人行天桥连接。

## 停靠线路
以下列车线路在芒特拉若利站停靠：
| 芒特拉若利站列车线路表（长途线路） |            |                       |          |              |
| 线路                               | 车种       | 上一站                | 下一站   | 大致运行频率 |
| 马赛—勒阿弗尔                      | TGV        | 凡尔赛                | 鲁昂     | 每天1趟      |
| 巴黎—卡昂                          | INTERCITÉS | 巴黎圣拉扎尔          | 埃夫勒   | 每天1~2趟    |
| 巴黎—鲁昂                          | INTERCITÉS | 巴黎圣拉扎尔          | 韦尔农   | 每天7趟左右  |
| 巴黎/芒特拉若利—埃夫勒/塞尔吉尼    | TER        | 巴黎圣拉扎尔/（起点） | 布雷瓦勒 | 每天4~10趟   |
| 1. 2.                              |            |                       |          |              |

| 芒特拉若利站列车线路表 （区域线路） |        |           |              |          |
| 起点                                | 上一站 | 线路      | 下一站       | 终点     |
| 巴黎圣拉扎尔                        | 芒特   | [T] · [J] | （终点）     | （终点） |
| 巴黎圣拉扎尔                        | 芒特   | [T] · [J] | 塞纳河畔罗尼 | 维尔农   |
| 巴黎蒙帕纳斯                        | 埃波讷 | [T] · [L] | （终点）     | （终点） |

## 配套交通

### 长途客车
芒特拉若利站对应的大巴车上下车地点位于车站的南侧
| 停靠芒特拉若利站的大巴车 |                                  | |
| 上下车地点               | 运营单位                         | 线路及主要目的地 |
| 芒特拉若利站 北侧        | (N)                              | N151莱米罗 · 塞纳河畔维尔讷伊 · 塞纳河畔特列勒 · 普瓦西 · 巴黎                                                                                 |
| 芒特拉若利站 北侧        | A14高速快线 Express A14          | A14 拉德芳斯 |
| 芒特拉若利站 北侧        | 科姆巴士 Com'bus                 | 22 普瓦西 · 圣日耳曼昂莱 |
| 芒特拉若利站 南侧        | 中央-卢瓦尔河谷大区城际客运 Rémi | 88 苏安德尔 · 蒙德勒维尔 · 阿内 · 德勒 |
| 芒特拉若利站 南侧        | 法国交通发展集团 (乌当)          | 60 · 塞普特伊 · 塔夸尼耶尔 · 里什堡 · 乌当 · 阿丹维尔 · 赖泽 · 加兹朗 · 朗布依埃 501 塞纳河畔梅济耶尔 · 埃波讷 · 欧贝让维尔 · 伊夫林地区圣康坦 |
| 芒特拉若利站 南侧        | 乌尔图勒                         | 78 欧图耶 · 诺夫勒堡 · 普莱西尔 · 埃朗库尔 · 特拉普 · 伊夫林地区圣康坦                                                                         |
| 芒特拉若利站 南侧        | 图尔讷客运                       | 80 莱米罗 · 塞纳河畔梅济耶尔 · 埃波讷 · 欧贝让维尔 · 默朗 · 塞尔吉                                                                             |
| 芒特拉若利站 南侧        | SNCF                             | （当某条铁路线施工或罢工时，SNCF可能会提供途径该线路沿途站点的大巴车）                                                                         |
| 1. 2. 3. 4.              |                                  | |

### 城市公共交通
| 芒特拉若利附近的市内公共交通线路 |                  |                                            | |
| 位置                             | 公交车站名称     | 运营单位                                   | 停靠线路 |
| 车站北侧                         | 芒特拉若利汽车站 | 科姆巴士 Com'bus                           | P 芒特拉若利-汽车站 ↔ 加让维尔-阿贝尔·卡谬斯初级中学 02A 芒特拉若利-汽车站 ↔ 塞纳河畔博涅尔-社会中心 02B 芒特拉若利-汽车站 ↔ 弗勒讷斯-社会中心 9 芒特拉若利-汽车站 ↔ 默朗-韦克桑广场 15 芒特拉若利-汽车站 ↔ 代讷蒙-圣马丁路口 90 91 （校车路线） |
| 车站北侧                         | 芒特拉若利汽车站 | 伊夫林地区芒特城市公共交通 Tam en Yvelines | A 芒特拉若利-汽车站 ↔ 芒特拉若利-弗朗索瓦·凯奈医院 / 塞纳河畔罗尼-火车站 C 芒特拉若利-汽车站 ↔ 芒特拉若利-富凯港 F 芒特拉若利-汽车站 （市区环线） N 芒特拉若利-汽车站 ↔ 盖维尔-塞讷维尔广场 X 芒特拉若利-汽车站 ↔ 芒特拉若利-亨利·克莱里斯 Z 芒特拉若利-汽车站 ↔ 比什莱-贝阿恩 21 芒特拉若利-汽车站 ↔ 利迈-孔多尔塞高级中学 52 芒特拉若利-汽车站 ↔ 利迈-拉法基中心/丰特奈圣佩尔-教堂 |
| 车站南侧                         | 芒特城汽车站     | 伊夫林地区芒特城市公共交通 Tam en Yvelines | E 芒特城-汽车站 ↔ 芒特城-圣艾蒂安 I 芒特城-汽车站 ↔ 马尼昂维尔-碎石刷 J 芒特城-汽车站 ↔ Buchelay-勒内·雷诺 K 利迈-孔多尔塞高级中学/芒特城-汽车站 ↔ Buchelay-勒内·雷诺 M 比舍来-高新园/芒特城-汽车站 ↔ 芒特城-河谷领主 26 芒特拉若利-圣埃克絮佩里高级中学 ↔ 马尼昂维尔-桑戈尔高级中学                                                                                                 |
| 1. 2. 3. 4.                      |                  |                                            | |

## 临近车站
| 芒特拉若利站（Gare de Mantes-la-Jolie） |                      |                        |
| 上行车站                                | 线路                 | 下行车站               |
| 芒特城站 1.3km ←                        | 巴黎－勒阿弗尔铁路   | 塞纳河畔罗尼站 → 5.5km |
| （起点）                                | 芒特拉若利－瑟堡铁路 | 布雷瓦勒站 → 13.6km    |
| - 本表仅显示运营中的线路及车站          |                      |                        |